# Pyrgota longipes
Pyrgota longipes är en tvåvingeart som beskrevs av Friedrich Georg Hendel 1908. Pyrgota longipes ingår i släktet Pyrgota och familjen Pyrgotidae. Inga underarter finns listade i Catalogue of Life.